# Almamy Sogoba
Almamy Sogoba (Bamako, 13 de setembro de 1987) é um futebolista profissional malinês que atua como goleiro.

## Carreira
Almamy Sogoba representou o elenco da Seleção Malinesa de Futebol no Campeonato Africano das Nações de 2012.

## Títulos
Mali
- Campeonato Africano das Nações: 2012 - 2º Lugar